# Trò chơi nhập vai trực tuyến nhiều người chơi theo lượt
Trò chơi nhập vai trực tuyến nhiều người chơi theo lượt (hay MMORPG theo lượt) là một loại trò chơi nhập vai trực tuyến nhiều người chơi (MMORPG) áp dụng cục diện chơi theo lượt, nghĩa là thao tác trong trò chơi được phân chia thành các phần xác định và có thể quan sát được, gọi là lượt. Người chơi một trò chơi theo lượt được hưởng một khoảng thời gian suy nghĩ trước khi tiến hành một thao tác trong trò chơi, đảm bảo sự rạch ròi giữa cục diện trò chơi trong thế giới ảo và quá trình suy nghĩ trong thế giới thực. Nhiều game MMORPG theo lượt có lối chơi theo hướng đọc văn bản xuất hiện trên màn hình, nhưng có một số trò chơi cũng đặc tả tình huống kịch bản với đồ họa hoạt hình đầy đủ, như Atlantica Online.
Nhiều webgame cho người chơi một số lượng lượt nhất định, được cung cấp qua cơ chế tăng giảm thời gian hoặc thông qua các vật phẩm trong trò chơi. Những game BBS door đời đầu là trò chơi theo lượt, và các webgame dùng ngôn ngữ kịch bản trên máy chủ (như PHP, ASP, Ruby, Perl, Python hay Java) hoạt động trên nguyên tắc tương tự. Hầu hết trò chơi dạng này có lối chơi văn bản hoặc một sự kết hợp giữa hình ảnh và văn bản để miêu tả thế giới trong game.
Các game như Kingdom of Loathing chơi theo kiểu trò chơi nhập vai truyền thống, nhưng người chơi được chia lượt mới sau mỗi ngày.